# Reinhard von Godin
Reinhard Ludwig Bernhard Freiherr von Godin (* 5. Oktober 1884 München; † 4. August 1964 ebenda) war Rechtsanwalt und Notar.

## Familie und Herkunft
Reinhard von Godin war der einzige Sohn unter den vier Kindern von Bernhard von Godin (* 15. Juni 1840; † 26. Oktober 1913) und Julie von Eichthal (* 26. April 1856; † 18. Juni 1937). Sein Vater Bernhard war Rechtsanwalt und langjähriger Präsident der Rechtsanwaltskammer München. Seine Mutter Julie war die Enkelin von Simon von Eichthal und Urenkelin von Aaron Elias Seligmann und somit war sie nach den Nürnberger Rassegesetzen Mischling 1. Grades bzw. Halbjüdin und ihr Sohn Reinhard somit Mischling 2. Grades bzw. Vierteljude. Seine Schwester Marie Amelie von Godin war Schriftstellerin, Frauenrechtlerin, Übersetzerin und Albanienforscherin. Die Brüder Emmerich von Godin und Michael von Godin waren Vettern von Reinhard von Godin. Er heiratete Hilda Schmid von Schwarzenhorn (* 25. April 1888; † 1976). Sie hatten acht gemeinsame Kinder.

## Beruflicher Werdegang
Godin studierte in Paris und München Volkswirtschaft und Rechtswissenschaften. 1909 bestand Godin sein zweites Staatsexamen mit der Note summa cum laude. Er volontierte bei der Münchner Filiale der Bank für Handel und Industrie (Darmstädter Bank), wo er nach Abschluss des Volontariats als Justitiar anfing zu arbeiten. Erst wurde Godin 1912 nach Breslau versetzt, um bei der Breslauer Disconto-Bank als Chefsyndikus zu wirken, die wiederum von der Darmstädter Bank übernommen wurde. Nach der Übernahme 1913 wurde er in Berlin als Chefsyndikus der Darmstädter Bank beschäftigt. Aufgrund seiner starken Kurzsichtigkeit von −13 dpt wurde Godin nie als Soldat eingezogen und konnte während des Ersten Weltkrieges weiter seiner zivilen Arbeit nachgehen. Nachdem die Darmstädter Bank und die Nationalbank 1922 zur Danat-Bank fusionierten wurden Doppelungen in Posten gestrichen, so auch später der Posten Godins. Daraufhin trat er 1926 der jüdischen Kanzlei von Justizrat I. Friedmann, Dr. Kurt Eichelbaum (* 25. Mai 1890; † Juli 1967), G. Krauss und Jakob Goldschmidt in der Wilhelmstraße 69a bei.
Ab 1931 wurde Godin auch als Notar zugelassen. Godins Sozius Friedmann wanderte vor Mai 1934 nach Frankreich aus, nachdem ihm die Anwaltszulassung und das Notariat entzogen wurden. Eichelbaum wurde die Anwalts- und Notarzulassung trotz Kriegsdienst 1933 entzogen, woraufhin er für Schweizer Firmen in Berlin arbeitete, im Juli 1933 zuerst in die Schweiz, dann nach Italien emigrierte, um schließlich 1939 über Kuba 1941 in die USA einzuwandern. Auch Goldschmidt wanderte 1934 in die USA aus. Da die Kanzlei in der Wilhelmstraße nun zu groß für Godin alleine war, zog er 1936 in die Maienstraße 4 am Nollendorfplatz. Zudem kam ein neuer Anwalt, Dr. Frey, in die Kanzlei.
Als im Jahre 1937 das neue Aktiengesetz verabschiedet wurde, schrieb Godin zusammen mit Wilhelmi, der später Bundesminister für den wirtschaftlichen Besitz des Bundes wurde, einen Kommentar dazu, welcher große Bekanntheit erlangte und in insgesamt vier Auflagen erschien.
Nach der Befreiung vom Nationalsozialismus wurde Godin zuerst in Berlin als Rechtsanwalt und Notar wieder zugelassen und siedelte 1947 zurück in seine alte Heimatstadt München.
Anlässlich seines 70. Geburtstages wurde Godin die Ehrendoktorwürde der Universität Kiel verliehen.

## Verurteilung vor dem Volksgerichtshof

### Hintergrund
Godins Studienfreund Wilhelm Hebra wurde bereits 1939 von der Gestapo, aufgrund seiner Rolle als Anführer der österreichischen Separatistengruppe Östfrei, verhaftet. Dieser wurde am 16. November 1943 vom Volksgerichtshof zum Tode verurteilt und bat Godin darum, sein Gnadengesuch einzuleiten, woraufhin er Hebra zwei Mal in seiner Zelle besuchte. Godin schickte Briefe mit einer Kopie des Gnadengesuchs und einem Bericht dieser beiden Zellenbesuche an Hebras Geschwister. Da eine seiner Schwestern in der Schweiz lebte, wurde der Auslandsbrief kontrolliert und an die Gestapo weitergeleitet. Dort hieß es unter anderem:

„Zuviel Hoffnung darf man sich nicht machen. Wenn ich auch in dem Begnadigungsgesuch das Schuldmoment stark in den Vordergrund gerückt habe, indem ich zu belegen suchte, daß Willi nicht voll zurechnungsfähig ist, ja, zweifellos zu Zeiten unzurechnungsfähig, so hätte doch das Todesurteil gar nicht gefällt werden können, wenn das Gericht nicht trotz des schon im Voruntersuchungsverfahren zu seinen Gunsten lautenden Gutachtens des Psychiaters offenbar von oben her angewiesen gewesen wäre, ein Todesurteil zu fällen."

### Prozess
Aufgrund dieses Gnadengesuchs und des Auslandsbriefs erhob der gleiche Oberreichsanwalt, wie auch bei Wilhelm Hebra, Ernst Lautz Anklage. Am 17. März 1944 wurde Godin von zwei Gestapo-Beamten zu einer polizeilichen Vernehmung in die Untersuchungshaftanstalt Berlin-Moabit mitgenommen. Daraufhin wurde er inhaftiert, wobei der von Landgerichtsdirektor Dr. Ehrlich ausgefertigte Haftbefehl, aufgrund Fluchtverdacht erst am 25. März 1944 erging. Der Termin für die Gerichtsverhandlung war bereits am 26. April 1944 von Roland Freisler angesetzt worden, was äußerst zügig für den Volksgerichtshof war. Der ursprüngliche Wahlverteidiger Dr. Kurt Behling legte, weil Godin nach den Nürnberger Rassegesetzen Vierteljude war und er als Mitglied der NSDAP keine jüdischen Mischlinge vertreten dürfe, da ihm sonst ein Disziplinarverfahren drohe, sein Mandat nieder. Da es keinen beim Volksgerichtshof zugelassenen Anwalt gab, der nicht auch NSDAP-Mitglied war, musste der vom Volksgerichtshof gestellte Dr. Kunz als Pflichtverteidiger zwangsläufig akzeptiert werden.

Ursprünglich angeklagt wegen einer Tat nach § 90f StGB (Landesverrat/Volksverrat), was „nur“ eine Zuchthausstrafe zur Folge gehabt hätte, änderte Freisler, der auch in diesem Prozess schrie und den Angeklagten verhöhnte, nach zweieinhalbstündiger Unterbrechung die Anklage zur Wehrkraftzersetzung nach § 5 KSSVO i.V.m § 91 b StGB. Die Briefe an die Geschwister Hebras wurden von Freisler als öffentlich ausgelegt, „weil er es Personen sagte, von denen sehr leicht möglich war, daß sie in ihrer dadurch hervorgerufenen inneren Not das so Erfahrene Rat oder Trost suchend oder empört Anderen anvertrauten.“ Diese extensive Auslegung des Tatbestandsmerkmals der Öffentlichkeit ermöglichte Freisler viele Todesurteile, gegen die Reichsjustizminister Otto Georg Thierack versuchte zu intervenieren. Da der oben zitierte Satz aus dem Brief nach Freisler einen „schweren Angriff auf die bedingungslose Vollbereitschaft des Lesers dar[stellt], alles froh und selbstverständlich für den Sieg unseres Großdeutschen Reiches in seinem jetzigen Schicksalskampf um das Leben unseres Volkes einzusetzen.“ verteidigte Godin sich mit der Aussage „[ich] habe in diesem Satz auch nichts gefunden, was die Grundlagen unseres nationalsozialistischen Reiches angreife. [...Ich] habe doch nur gesagt, was nationalsozialistisches Gedankengut [ist]. Denn der Führer habe doch das Recht, in jedem Falle vorher zu befehlen, welches Urteil als Ergebnis eines Gerichtsverfahrens gefällt werden sollte.“ Doch Freisler meint:   
„Was von Godin hier behauptet hat ist aber etwas ganz anderes. Es ist die Behauptung, unser Führer habe hier befohlen, daß ein Theaterverfahren, ein Scheinverfahren, aufgezogen werde; daß der Volksgerichtshof vor dem Deutschen Volke so tue, als suche er ein gerechtes Urteil, während von Suchen gar keine Rede gewesen sei, während nämlich das Ergebnis vorher zwingend befohlen worden sei." 
So wurde Godin schließlich vom 1. Senat des Volksgerichtshof von dessen Präsidenten Freisler, dem Kammergerichtsrat Rehse, dem SS-Gruppenführer Bauszus, dem Ortsgruppenleiter Winter und dem Stadtrat Kaiser zum Tode verurteilt.

### Gnadengesuch
Reinhard von Godins Sohn Hans von Godin setzte sich nach dessen Verurteilung für ein Gnadenverfahren ein. Um für das eigentliche Gnadenverfahren etwas mehr Zeit zu haben reichte Reinhard von Godin mit Unterstützung des Verlags Walter de Gruyter ein Gnadengesuch ein, um die Vollstreckung des Urteils nicht festzusetzen, bis Godin die kurz vor Vollendung stehende Neuauflage des Kommentars zum Aktiengesetz fertig bearbeitet hat. Dem Gesuch wurde stattgegeben, sodass Godin eine Einzelzelle in der Krankenabteilung des Zuchthauses Brandenburg-Görden bekam. Mithilfe von Oberlandesgerichtsrat Reichel ließ Hans von Godin das Gnadengesuch bei Thierack vortragen, der jedoch ablehnte, woraufhin Reichel den Antrag zurückzog, damit er selbst und Godin das Gnadengesuch noch einmal vorbereiten können. Reichel meinte, dass das einzige was jetzt noch helfe, die Stimme Schmidt-Leichners sei, auf die Thierack großen Wert lege. Woraufhin Godin bei ihm durch einen glücklichen Zufall vorsprechen konnte und ihn überzeugte für seine Sache Stellung zu nehmen. Daraufhin sprachen Reichel und Schmidt-Leichner gemeinsam bei Thierack vor, der wiederum den Gnadenvorschlag befürwortend in die Präsidialkanzlei weiterleitete. Anfang Juli 1944 ging Godin in diese, um mit dem Staatssekretär Meissner zu sprechen. Als dieser nicht anzutreffen war, konnte er jedoch mit dem Sekretariatschef dessen sprechen, der ihm versicherte, dass dem Gesuch stattgegeben werden. In der Bitte um Begnadigung war auch ein Antrag auf Wiederaufnahme des Verfahrens, welcher jedoch am 20. Juli 1944 von Freisler, Heß und Schlemann abgelehnt wurde. Wahrscheinlich wartete Meissner jedoch noch das Abebben der Geschehnisse um den 20. Juli ab und so wurde das Todesurteil mit Ermächtigung des Führers von Thierack erst am 15. Dezember 1944 in acht Jahre Zuchthaus umgewandelt. Die Zeit der Haft verbrachte Godin bis zur Befreiung durch die Rote Armee am 27. April 1945 im Zuchthaus Brandenburg-Görden.

## Mitgliedschaften
Godin war Mitherausgeber des Archiv für die civilistische Praxis von 1949 bis zu seinem Tod 1964, Mitherausgeber der Juristischen Rundschau von 1947 bis zu seinem Tod 1964 sowie Ehrenmitglied des Deutschen Juristentags.

## Ausgewählte Schriften
- Kommentar zum Aktiengesetz Godin/Wilhelmi, 1.–4. Auflage, Walter de Gruyter

- RGR-Kommentar zum HGB (Mitautor), Band 3 (Handelsgeschäfte, §§ 343–372): §§ 343–365 in der 2. Auflage, Walter de Gruyter, Berlin 1963 (begründet von Herrmann Staub)

- Kommentar zum Ehegesetz mit Sohn Hans von Godin, 1. Auflage 1946, 2. Auflage 1950, Walter de Gruyter, Berlin

- Kommentar zum Rückerstattungsrecht mit Sohn Hans von Godin, 1. Auflage 1948, 2. Auflage 1950, Walter de Gruyter, Berlin